# Khandi Alexander

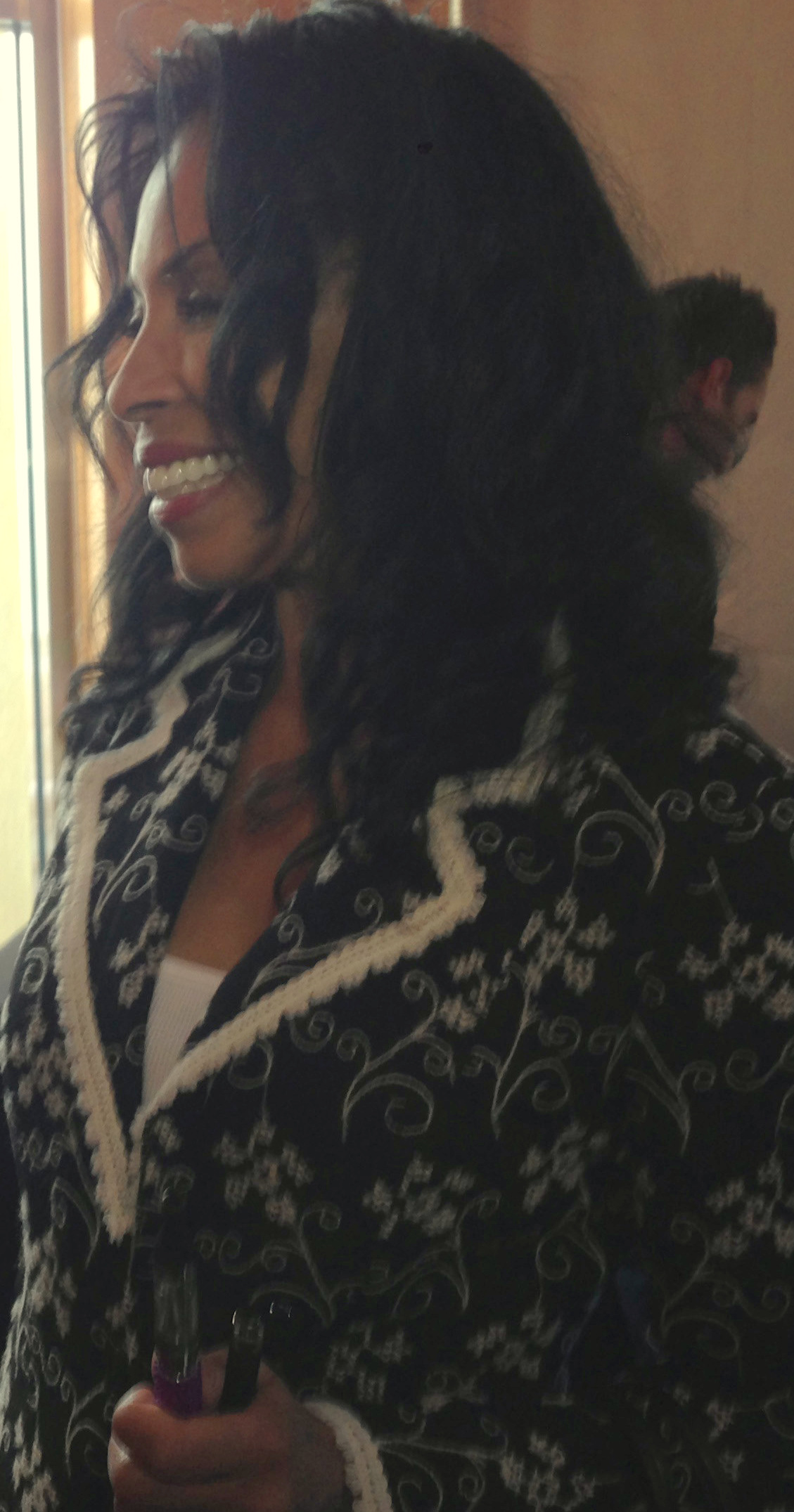
Khandi Alexander in 2013

Khandi Alexander (Jacksonville (Florida), 4 september 1957) is een Amerikaans actrice.
Alexander is het meest bekend van haar rol als Dr. Alexx Woods in de televisieserie CSI: Miami waar zij in 145 afleveringen speelde.

## Biografie
Alexander werd geboren in Jacksonville (Florida), groeide op in de borough Queens van New York en heeft daar gestudeerd aan de Queensborough Community College. Zij was als choreograaf werkzaam op de wereldtournee van Whitney Houston van 1988 tot en met 1992.
Alexander heeft ook eenmaal gespeeld op Broadway, zij speelde van 1981 tot en met 1985 diverse rollen als understudy in de musical Dreamgirls.

## Prijzen

### Black Reel Awards
- 2001 in de categorie Beste Actrice met de televisieserie The Corner – gewonnen.

### Image Award
- 2013 in de categorie Uitstekende Actrice in een Dramaserie met de televisieserie Treme – genomineerd.
- 2012 in de categorie Uitstekende Actrice in een Dramaserie met de televisieserie Treme – genomineerd.
- 2007 in de categorie Uitstekende Actrice in een Bijrol in een Dramaserie met de televisieserie CSI: Miami – genomineerd.
- 2006 in de categorie Uitstekende Actrice in een Dramaserie met de televisieserie CSI: Miami – genomineerd.
- 2005 in de categorie Uitstekende Actrice in een Bijrol in een Dramaserie met de televisieserie CSI: Miami – gewonnen.
- 2002 in de categorie Uitstekende Actrice in een Bijrol in een Dramaserie met de televisieserie Law & Order: Special Victims Unit – genomineerd.
- 2001 in de categorie Uitstekende Actrice in een Televisieserie met de televisieserie The Corner – genomineerd.
- 1998 in de categorie Uitstekende Actrice in een Bijrol in een Comedyserie met de televisieserie NewsRadio – genomineerd.

## Filmografie

### Films
Uitgezonderd korte films.
- 2018 Fahrenheit 451 – als Toni Morrison
- 2016 Patriots Day – als ondervraagster
- 2016 Pushing Dead – als Dot
- 2016 A Woman, a Part – als Leslie
- 2015 Bessie – als Viola
- 2014 The Assault – als rechercheur Jodi Miller
- 2007 First Born – als Diedre
- 2006 Rain – als Latishia Arnold
- 2004 Perfect Strangers – als Christie Kaplan
- 2003 Life's a Bitch – als Yolanda
- 2002 Dark Blue – als Janelle Holland
- 2002 Emmett's Mark – als detective Middlestat
- 2002 Fool Proof – als Icarus
- 1999 Spawn 3: Ultimate Battle – als Lakesha / verpleegster
- 1999 Partners – als Charlie
- 1999 Thick as Thieves – als Janet
- 1998 There's Something About Mary – als Joanie
- 1996 Terminal – als Dr. Deborah Levy
- 1996 No Easy Way – als Diana Campbell
- 1994 Greedy – als Laura
- 1994 To My Daughter with Love – als Harriet
- 1994 House Party 3 – als Janelle
- 1993 Sugar Hill – als Ella Skuggs
- 1993 Shameful Secrets – als Rosalie
- 1993 Poetic Justice – als Simone
- 1993 What's Love Got to Do with It – als Darlene
- 1993 Menace II Society – als Karen Lawson
- 1993 Joshua Tree – als Maralena Turner
- 1993 CB4 – als Sissy
- 1987 Maid to Order – als hoer in gevangenis
- 1985 A Chorus Line – als danseres
- 1985 Streetwalkin – als ster

### Televisieseries
Uitgezonderd eenmalige gastrollen.
- 2019 SEAL Team – als ambassadeur Nicole Marsden – 2 afl.
- 2013–2018 Scandal – als Maya Lewis / Maya Pope – 20 afl.
- 2010–2013 Treme – als LaDonna Batiste-Williams – 38 afl.
- 2012 Body of Proof – als Beverly Travers – 2 afl.
- 2002–2009 CSI: Miami – als Dr. Alexx Woods – 145 afl.
- 1995–2001 ER – als Jackie Robbins-Benton – 29 afl.
- 2000 The Corner – als Denise Francine Boyd – 6 afl.
- 1995–1998 NewsRadio – als Catherine Duke – 59 afl.

- Bibsys: 7079784
- Biblioteca Nacional de España: XX1267834
- Bibliothèque nationale de France: cb16608087v (data)
- Gemeinsame Normdatei: 1045117463
- International Standard Name Identifier: 0000 0001 1591 0048
- Library of Congress Control Number: nr2004012027
- Nationale Bibliotheek van Israël: 987007391208405171
- Nationale Bibliotheek van Polen: a0000002204100
- Nederlandse Thesaurus van Auteursnamen: 343018624
- Système universitaire de documentation: 161482651
- Virtual International Authority File: 7339605
- WorldCat: E39PBJpjcFMYQTKbCG3fCMqbBP